# Ugo Fano

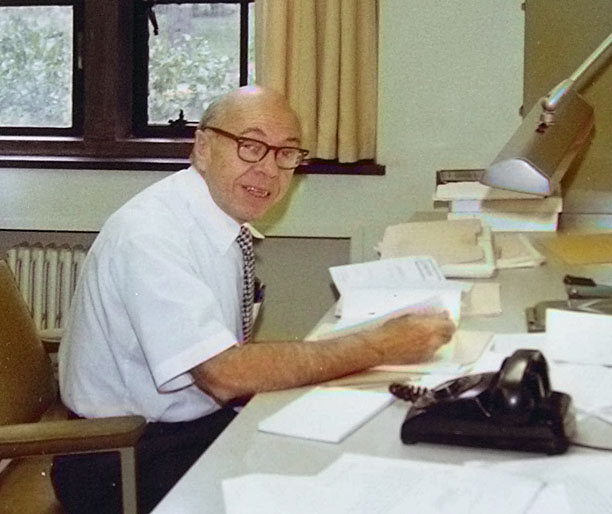
Ugo Fano

Ugo Fano (* 28. Juli 1912 in Turin; † 13. Februar 2001 in Chicago) war ein italienischer theoretischer Physiker, der auf dem Gebiet der Atomphysik und insbesondere der Quantendefekttheorie arbeitete.
Fano war der Sohn des Turiner Professors für Mathematik Gino Fano, aus reicher jüdischer Familie. Er studierte zunächst Mathematik in Turin, wo er 1934 promovierte. Danach schloss er sich der Forschungsgruppe von Enrico Fermi in Rom an (bekannt als die „Jungen der Via Panisperna“), der auch sein Cousin Giulio Racah angehörte, ebenfalls ein prominenter Atomphysiker. Hier entwickelte er seine Theorie der „resonant configuration interaction“ (Nuovo Cimento Bd. 12, 1935, S. 154, Physical Review, Bd. 124, 1961, S. 1866, letztere ist eine der meistzitierten Physical-Review-Arbeiten), die Wechselwirkung gebundener Zustände mit dem Kontinuum (Fano-Resonanz). Es erklärt die asymmetrische Linienform der Spektren von Edelgasen, die Hans Beutler (1896–1942) gefunden hatte (Fano-Profil, verallgemeinert Breit-Wigner-Formel). 1936 bis 1937 war er bei Werner Heisenberg in Leipzig.
1939 heiratete er Camilla Lattes und emigrierte vor dem zunehmenden Rassismus in Italien im selben Jahr in die USA. Dort arbeitete er zunächst über Strahlungswirkungen auf lebende Zellen im Labor von Milislav Demerec am Cold Spring Harbor Laboratory. Das Forschungsgebiet wählte er schon auf Fermis Anregung hin in Rom und auch andere Physiker waren damals darin aktiv, so Max Delbrück, der für seine Bakteriophagenforschungen später den Nobelpreis bekam. Fano widmete sich auch später der systematischen Erforschung der Strahlungswechselwirkungen mit Materie.
Im Zweiten Weltkrieg arbeitete er im Aberdeen Proving Ground in Maryland, dem Ballistik-Forschungszentrum der US-Armee.
Nach dem Krieg ging er 1946 an das National Bureau of Standards (NBS), als erster fest angestellter Theoretiker überhaupt. Hier arbeitete er eng mit Experimentatoren zusammen, besonders in der Untersuchung hochangeregter atomarer Zustände in den 1960er Jahren. 1966 wurde er Professor an der Universität von Chicago.
Er zählte über mehrere Jahrzehnte zu den führenden theoretischen Atomphysikern und war die zentrale Figur einer großen Schule der Atom- und Molekülphysik.
1995 erhielt er den Enrico-Fermi-Preis. Er war seit 1956 Fellow der American Physical Society, seit 1976 Mitglied der National Academy of Sciences der USA sowie der American Academy of Arts and Sciences und seit 1995 Fellow der Royal Society. Sein Bruder Robert Fano war Professor für Elektrotechnik und Informatik am MIT.